# Himoud Brahimi
Mohamed Brahimi ou plus communément connu sous le nom de Himoud Brahimi (ou Momo) est un acteur, dramaturge, plongeur, philosophe et écrivain algérien, reconnu pour sa contribution au cinéma et à la littérature algérienne. Son œuvre, marquée par un attachement à la culture populaire de la Casbah d'Alger, et aussi pour son record du monde de plongée en apnée dans le piscine de Paris en 1956.

## Enfance
Himoud Brahimi est né le 18 mars 1918 dans la Casbah d'Alger, un quartier historique riche en traditions et en spiritualité. Cette enfance dans la Casbah a profondément marqué sa vision artistique. Les réalités de la vie quotidienne du quartier, ses histoires et son ambiance spirituelle, influencent les thématiques de ses œuvres.

## Carrière cinématographique
Himoud Brahimi s'est fait connaître dans le cinéma algérien au moment où le cinéma national cherchait à représenter la réalité sociale coloniale dans plusieurs films. Il adopte un style unique, mêlant humour et critique subtile. Il est très vite remarqué par Tahar Hanache qui lui reserve une place très importante dans son cinema, notamment dans le film Les plongeurs du desert en 1953. Apres l'independance, Momo passe par presque une décennie sans cinema, mais son grand retour dans le film  Tahya ya Didou de  Zinet ou il est co-scenariste, lui vaut immédiatement une place dans le cinema algérien.
Il meurt à Alger le 30 juin 1997.

## Filmographie
Voici une liste des films de Himoud Brahimi. Il est reconnu pour son authenticité et son souci de représenter la société algérienne à travers ses personnages et ses récits.
- 1949 : Les Noces de sable d'André Zwobada : Le bouffon[3]
- 1952 : Au coeur de la Casbah de Pierre Cardinal[4]
- 1952 : Les Plongeurs du desert de Tahar Hannache : Ammi Hassen
- 1971 : Alger Insolite (Tahia Ya Didou) de Mohamed Zinet : Momo, le poète[2]
- 1978 : L'oliver de Boulhilet de Mohamed Nadir Azizi : Bouacha, le fou[5]
- 1981 : El Anka de Abdelkrim Baba Aissa : Himoud Brahimi[6]
- 1982 : Vent de sable de Mohammed Lakhdar-Hamina : l'aveugle[7]
- 1987 : Cri de Pierre de Abderrahmane Bouguermouh : Salah[8]
- 1989 : Le Clandestin (film, 1989) de Benamar Bakhti : Ammi Hassen[9]
- 1991 : Ombres Blanches de Saïd Ould Khelifa[10]

## Romans, poésie, et autres publications
- Les mots, le verbe et la parole,essai , Alger, El Ibriz editions, 2016, 127 p.
- Casbah Lumiere, essai, Paris, Joëlle Losfeld, 1993, 120 p.
- L'identité supreme, essai, Alger, Baconnier, 1953, 69 p.
- Qui suis-je ? Amour de lumière, nouvelles, Alger, Editions Rafar, 2014, 218 p.
- La Magie des Mots, textes et poèmes, Alger, Alpha, 2006, 235 p.
- Ode à la Terre, poème, Echo-soir, 20 août 1955
- Le Hachisch et la Cascade, conte, Ici Alger, n° 54, mars-avril 1957
- L'homme et l'univers, Ici Alger, n° 87, mai 1960
- Vision ailée, Algérie-Actualité, n° 120, 4 février 1968 (repris d'Ici Alger, mai 1960)
- O Femmes Nouvelles, Femmes nouvelles, n° 51, octobre 1960
- Pourquoi l'Arabe ?, Algérie-Actualité, n° 78, 16 avril 1967
- Le 13e ébouillanté, Algérie-Actualité, n° 97, 27 août 1967
- L'appât du lucre, conte, Algérie-Actualité, n° 101, 24 septembre 1967
- La partie de domino, conte, Algérie-Actualité, n° 104, 15 octobre 1967
- Le Spectacle créateur, Algérie-Actualité, n° 105, 22 octobre 1967
- Souvenir, Algérie-Actualité, n° 107, 5 novembre 1967
- Le guerrier endormi, Algérie-Actualité, n° 108, 12 novembre 1967
- La terre, Algérie-Actualité, n° 109, 19 novembre 1967
- Chabab el youm, Algérie-Actualité, n° 111, 3 décembre 1967
- L'aveugle aux doigts d'orphée, Algérie-Actualité, n° 112, 10 décembre 1967
- Le joueur de flûte, conte, Algérie-Actualité, n° 114, 24 décembre 1967
- L'amour des poissons, Algérie-Actualité, n° 128, 31 mars 1968[11]

## Œuvres sur Himoud Brahimi
- Le fou de la Casbah, Jean-René Huleu, biographie, Paris, Editions Chemins de Traverse, 2012, 235 p.
- MOMO Le Poète Béni, Amar Belkhoudja, poésie, Alger, El Ibriz editions, 2013, 142 p.
- Tahia ya Momo, Çaliha Brahimi et Djamel Azzi, biographie, publié a compte d'auteur, 2006, 80 p.

## Hommage et héritage
Un hommage à Himoud Brahimi a eu lieu le 27 avril 2023 au musée public national maritime d'Alger, réunissant des proches, des artistes et des admirateurs de son œuvre. Cet événement a célébré l'importance de son héritage, qui continue d'influencer les nouvelles générations d'artistes algériens.